# Битва у Траяновых Ворот
Би́тва у Трая́новых Воро́т (болг. Битката при Траянови врата, греч. Μάχη στις Πύλες του Τραϊανού) — сражение между болгарским и византийским войском 17 августа 986 года в Ихтиманском ущелье.

## Предыстория
В 971 году византийский император Иоанн Цимисхий вынудил захваченного в плен болгарского царя Бориса II отречься от престола и переехать в Константинополь после падения болгарской столицы Преслава. Византийцы заняли только восточные части Болгарии; на западе четыре сына графа Средца Николы (Давид, Моисей, Самуил и Аарон) продолжали править западной Болгарией. Они правили свободными территориями в виде тетрархии, проживая в четырёх отдельных городах, чтобы с большей эффективностью бороться с византийцами.
Война против Болгарии была первым крупным предприятием Василия II после его восшествия на престол в 976 году, хотя болгарские нападения начались в том же году. Одной из причин десятилетнего бездействия была политика фактически правившего империей в первые годы правления Василия II вельможи Василия Лакапина. В то время основной целью правительства в Константинополе было подавить бушевавшее между 976 и 979 годами в Малой Азии восстание военачальника Варды Склира.
Византийские наместники остались один на один с болгарами, с которыми не смогли справиться. Позиции Самуила и Аарона (Давид и Моисей умерли вскоре после начала великого наступления в 976 г.) были укреплены не только мятежом Склира, но и пренебрежением Цимисхия к юго-западным болгарским землям. После падения Преслава и северо-восточных областей Болгарского царства его главным приоритетом стала война против арабов в Сирии, что дало болгарам время подготовиться к длительной борьбе из центра оставшихся частей страны вокруг озёр Охрид и Преспа.
За одно десятилетие после 976 г. болгарские наступления достигли больших успехов. Самуилу удалось освободить северо-восточную Болгарию. Между 982 и 986 годами болгары заняли главный город Фессалии Ларису. Постоянные болгарские нападения вынудили Василия II ответить.

## Ход сражения
В 986 году Василий II осадил Средец, однако через 20 дней осады запасы продовольствия в византийской армии подошли к концу, а возможность его пополнения блокировались болгарами. Кроме того, армия во главе с Самуилом двинулась в горы в тыл имперцам. Тем временем, вместо того, чтобы обеспечить путь к отступлению, Леон Мелиссенос отступил к Пловдиву. Это послужило дополнительной причиной для Василия II снять осаду. Командующий западными армиями Контостефан убедил его, что Мелиссенос отправился в Константинополь с целью занять его трон.
Византийская армия отступила из Софийской долины в сторону Ихтимана, где остановилась на ночлег. Слухи о том, что болгары перекрыли близлежащие горные дороги, вызвали волнение среди солдат, и на следующий день отступление продолжалось в нарастающем беспорядке. Увидев это, болгары под руководством Самуила и вероятно Романа бросились к вражескому лагерю, и отступление обратилось в бегство. Византийскому авангарду удалось протиснуться по ещё не занятым противником склонам. Остальная часть армии была окружена болгарами. Только элитному армянскому отряду из пехоты удалось вырваться с тяжёлыми потерями и вывести своего императора в безопасное место второстепенными путями. В сражении погибло огромное количество византийских солдат; остальные были захвачены вместе с имперскими знаками различия.

Даже если бы зашло солнце, я бы никогда не подумал, что мезийские [болгарские] стрелы сильнее авзонских [греческих, византийских] копий.. 
... ... И когда ты, Фаэтон [Солнце], сойдешь на землю со своей златосияющей колесницей, скажи великой душе Цезаря: Дунай [Болгария] принял венец Рима. Стрелы мезийцев сломали копья авзонцев.— Иоанн Геометр

## Результаты
Поражение похода в Болгарию нанесло удар по укреплению единодержавия Василия II. Вскоре после битвы началось восстание полководца Варды Фоки в Малой Азии, продлившееся три года.
По словам историка Петара Мутафчиева, после битвы Самуил контролировал Балканы. Северо-восточные части царства были освобождены через несколько лет после битвы или за десять лет до неё. Болгары взяли инициативу и начали непрерывные атаки на Салоники, Эдессу и Задар. Сербы также потерпели поражение, и их государство вошло в состав Болгарии.